# Monte de las Cruces-i csata

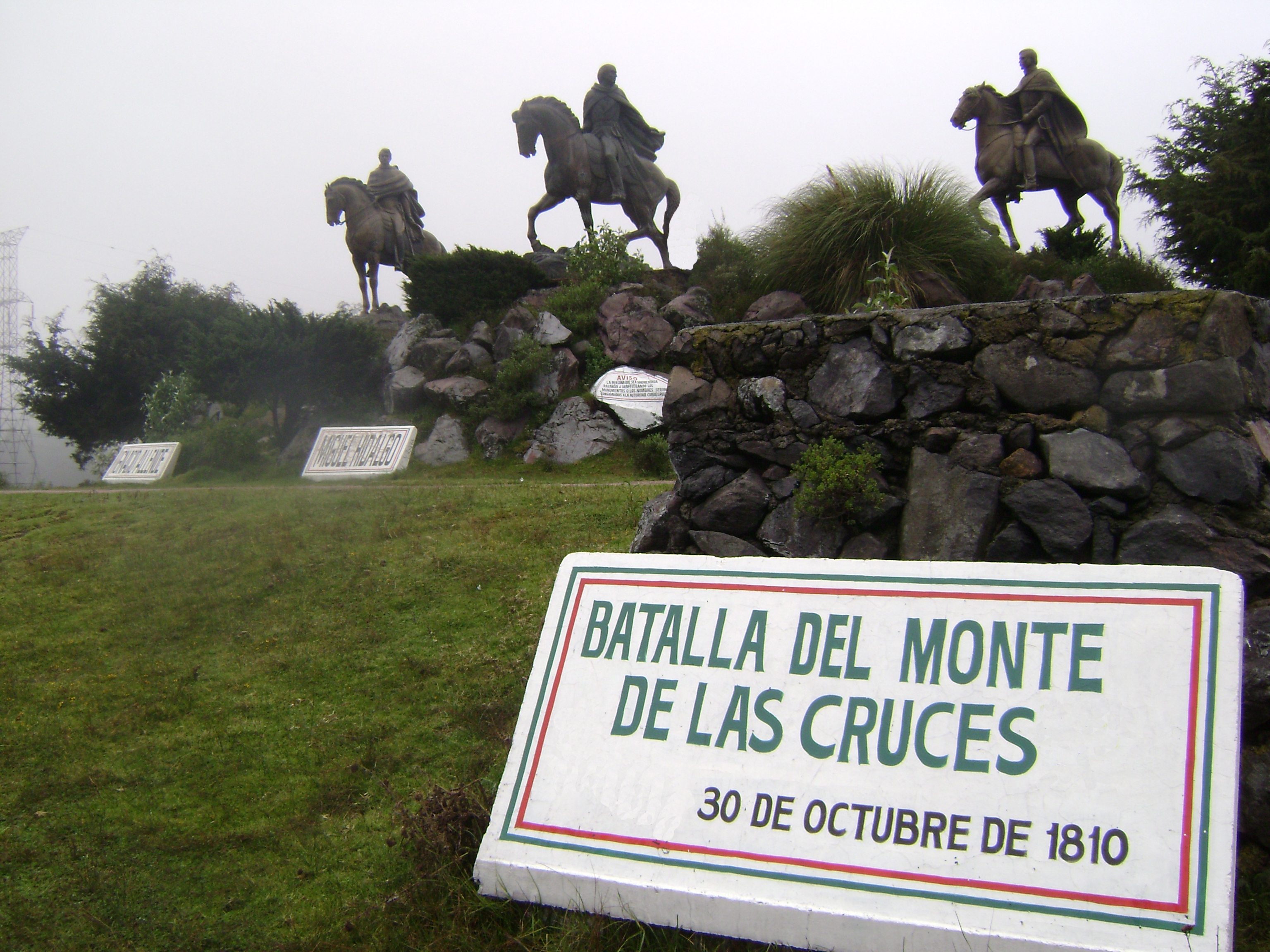
A csata emlékműve, a lovas alakok balról jobbra: Ignacio Allende, Miguel Hidalgo és Mariano Jiménez

Az 1810. október 30-án lezajlott Monte de las Cruces-i csata a mexikói függetlenségi háború egyik csatája volt, melynek során Miguel Hidalgo és Ignacio Allende hatalmas, ám jórészt katonailag képzetlen serege súlyos vereséget mért a Spanyol Birodalom Torcuato Trujillo által vezetett néhány ezer fős seregére.
A csata után megnyílt az út a felkelők előtt Mexikóváros felé, azonban különböző, máig sem tisztázott okok miatt Hidalgóék visszafordultak, ezért hamarosan – főként propaganda céljából – a spanyolok a saját győzelmükként kezdték hirdetni a lezajlott eseményeket.

## A csata
A körülbelül 80 000 fős felkelőhadból mintegy 3000 hivatásos, a háború kitörésekor a királypárti seregből átállt katona volt összesen, fele-fele arányban gyalogosok és lovasok. Emellett további 14 000, lándzsás és machetés lovas volt a seregben, valamint számos indián is. Ez utóbbiaknak Ignacio Allende csak másodlagos feladatokat osztott volna ki, nehogy hadi tapasztalatlanságuk és fegyelmezetlenségük csak fokozza az amúgy sem mindig olajozottan működő hadműveletek esetleges zavarát, a sértődött indiánokat azonban Hidalgo javaslatára mégiscsak fontos szerephez juttatták a csatában.
A spanyol sereg, melyet Torcuato Trujillo vezetett, 1330 gyalogosból és 400 dragonyosból állt és 2 ágyúval rendelkezett. A had a Monte de las Cruces (nevének jelentése: keresztek hegye) hegyen rendezkedett be, melyet nem volt ugyan könnyű védelmezni, de a helyszín lehetővé tette az egyszerű visszavonulást az innen keleti irányban található Mexikóvárosba.
1810. október 30-án reggel nyolckor kezdődtek a hadműveletek, és néhány óra múlva a felkelőknek – nagy emberveszteségiek ellenére – sikerült hatástalanítaniuk az egyik ellenséges ágyút, a másikat pedig megkaparintaniuk. A győzelemre álló felkelők felajánlották, hogy legyen vége a harcnak, az ellenség vonuljon vissza. Trujillo látszólag hajlandó is volt belemenni az alkudozásba, ám a hozzá érkező követekre rálövetett. Erről a gyáva tettéről később „megfeledkeztek” a spanyol történetírók.
Délután a legyőzött spanyolok megkezdték visszavonulásukat Mexikóváros felé, de ez a visszavonulás hamarosan meneküléssé fajult, mivel a felkelők lovas csapatai üldözőbe vették őket. Trujillo és néhány társa (köztük Agustín de Iturbide) elérte a várost és megmenekült.

## A spanyol vereség átértékelése
A vereség után a fővárosban eluralkodott a rendkívüli félelem. Az emberek templomokba és kolostorokba menekítették vagyonukat, imádkoztak az általuk eretneknek vélt felkelők pusztulásáért, Francisco Xavier Venegas alkirály pedig megerősítette a város fontos pontjainak védelmét, valamint üzenetet küldött Querétaróba, melyben Félix María Calleja mielőbbi segítségét kérte.
Hidalgo azonban még 31-én is csak Cuajimalpában (ma Mexikóváros egyik nyugati kerülete) táboroztatta seregét és úgy tűnt, napokig nem szánja rá magát a támadásra. November 2-án azonban megérkezett a hír, hogy Calleja és Manuel de Flon segítő seregei útban vannak, a felkelők pedig elkezdtek visszavonulni Toluca irányába. A visszavonulás oka ma sem tisztázott. Lehetséges, hogy attól féltek, hogy Calleja emberei bezárnák őket a városba, vagy hogy némelyikük családtagjait a spanyolok túszul ejtették és kivégzésükkel fenyegetőztek, de az is lehet, hogy Hidalgóék nem rendelkeztek elegendő lőszerrel és egyéb felszereléssel, vagy csak el akarták kerülni, hogy a guanajuatóihoz hasonló fosztogatás kezdődjön Mexikóvárosban is.
Innentől kezdve azonban teljesen megváltozott a hangulat a spanyolok körében. Hamarosan elkezdték terjeszteni a hírt, hogy a Monte de las Cruces-i vereség valójában csak egy taktikai húzás volt, melyet igazából győzelemként kell értékelni, hiszen Hidalgóék visszavonultak. Trujillo, aki Chapultepecben várakozott november 6-ig, meghamisította saját jelentését, Venegas alkirály pedig a Gazeta de México című lapban hirdette a spanyol csapatok csatában tanúsított bátorságát és erényeit.
Sőt, amikor november 8-án megtudták a hírt, hogy Calleja csapatai az aculcói csatában vereséget mértek Hidalgóékra, még féktelenebbé vált a „történelemhamisítás”. Az alkirály még egy ünnepséget is rendeztetett a „győzelem” emlékére, az elhunyt Bringas kapitányt ünnepélyesen eltemették a Catedral Metropolitana székesegyházban, többeket előléptettek, köztük Agustín de Iturbidét is, aki így kapitány lett.
Decemberben Fermín de Reygadas az El Aristarcóban egy hosszú disszertációt írt Discurso contra el fanatismo de los rebeldes de Nueva España (Beszéd Új-Spanyolország lázadóinak fanatizmusa ellen) címmel, melyben többször is hivatkozott a spanyolok Monte de las Cruces-i „győzelmére”. Trujillo seregének létszámát ebben a műben kisebbnek hangoztatta, mint volt valójában, hogy a győzelem annál dicsőbbnek tűnjön.
Veracruzban emlékérmét verettek a „győzelem” emlékére, melyen a következő felirat olvasható: „Al excelentísimo señor Venegas, al regimiento de las Tres Villas y demás tropas que con sus comandantes Trujillo, Mendívil y Bringas sostuvieron la gloriosa acción del Monte de las Cruces. Veracruz”, azaz „A legkiválóbb Venegas úrnak, a Tres Villas hadseregének és a többi seregnek, akik Truillo, Mendívil és Bringas parancsnokaikkal elősegítették a dicsőséges Monte de las Cruces-i akciót. Veracruz”. A csata (majdnem) egyéves évfordulóján, 1811. október 26-án pedig emlékmisét tartottak a székesegyházban.
Még több mint egy évszázaddal később, 1914-ben is jelent meg olyan írás, mely úgy értékelte, hogy ez a csata volt Hidalgo mozgalmának hanyatlásának kezdete.